# Bildungssystem in Indien
Das Bildungssystem in Indien ist nach dem Chinesischen das zweitgrößte Bildungssystem der Welt. Es ist in mehrere Stufen unterteilt, angefangen von der Grundbildung über die Sekundarbildung bis hin zur Hochschulbildung. Die National Education Policy 2020 hat das Ziel, Reformen im Bildungssystem zu vollbringen, um allen indischen Bürgern Zugang zu Schulbildung zu ermöglichen, unter anderem auch durch ein digitales Schulangebot.

## Struktur des Bildungssystems

### Allgemeiner Aufbau
Seit 2009 gibt es in Indien die Schulpflicht für Kinder zwischen 6 und 14 Jahren, welche durch das staatliche Programm Sarva Shiksha Abhiyan festgelegt wurde. Das indische Bildungssystem ist wegen der langen Kolonialzeit stark britisch geprägt. Es besteht aus der Elementary Education, welche fünf Jahre Primary School und drei Jahre Upper Primary oder Middle School umfasst, sowie aus einer zweijährigen Ausbildung an der Sekundarschule. Anschließend folgt die höhere Sekundarbildung, in der man zwischen der akademischen und der beruflichen Ausrichtung entscheiden kann. Die Länge der jeweiligen Ausbildungsabschnitte können je nach Bundesstaat leicht abweichen. Außerdem sind Kindergarten und Vorschule in Indien nicht verpflichtend. Das Bildungssystem wird hauptsächlich durch den Staat verwaltet, welcher der Regierung in Sachen Bildung auf der zentralen, lokalen und staatlichen Ebene unterstellt ist. Neben den staatlichen Schulen haben Eltern auch die Möglichkeit, ihr Kind auf eine private Schule zu schicken.

#### Grundschulbildung
Die Grundschulbildung umfasst alle Schülerinnen und Schüler zwischen 6 und 14 Jahren. Durch den Ausbau der Infrastruktur haben 98 % der ländlichen Siedlungen eine Grundschule innerhalb eines Kilometers. Doch trotzdem gehen im Jahr 2015 1,4 Millionen Grundschulkinder nicht in die Schule. Daneben gibt es viele Herausforderungen, da in indischen Schulen Lehrermangel herrscht sowie an Mangel von sanitären Einrichtungen und Zugang zu Trinkwasser. An manchen Schulen lehrt ein Lehrer vierzig Schüler von der ersten bis zur siebten Klasse in allen Fächern. Unterrichtet werden die Schüler beispielsweise in Mathematik, Englisch und weiteren regionalen Sprachen, sowie in Naturwissenschaften.

#### Sekundarbildung
Die Sekundarbildung in Indien ist in zwei Stufen geteilt: die untere Sekundarbildung, beziehungsweise „junior-secondary“, und die höhere Sekundarbildung oder auch „senior-secondary“ genannt. Die Länge der Sekundarbildung kommt darauf an, wie lange die Schüler in der Elementary School waren, was von Bundesstaat zu Bundesstaat unterschiedlich ist. Es gibt drei verschiedene Arten von Schulen: staatliche, vom Staat geförderte und private Schulen.
Staatliche Schulen werden entweder von der Zentral- oder Lokalregierung finanziert und betrieben. Unterrichtet wird in der dortigen lokal gesprochenen Sprache. Englisch fungiert als zweite Unterrichtssprache. Ähnlich ist es in den vom Staat geförderten Schulen, in welchen Englisch oder eine andere lokale Sprache als Unterrichtssprache verwendet wird. Dieser Schultyp wird Privatpersonen oder Gesellschaften gemanagt und vom Staat mitfinanziert. Die letzte Art sind Privatschulen mit privaten Trägern. Die Unterrichtssprache ist meist Englisch. Der Lehrplan umfasst Sprachen wie Hindi und Englisch sowie gibt es 38 weitere Sprachen zu Auswahl. Außerdem werden noch Sozialwissenschaften wie zum Beispiel Geschichte und Wirtschaft, Naturwissenschaften, Mathematik, Kunst, Sport und Berufsorientierung gelehrt.
Auch in der Sekundarbildung gibt es einige Probleme, wie zum Beispiel die unzureichende Ausstattung der Schulen in Bereichen Technik sowie die schlechte Ausstattung der Klassenräume. Außerdem gibt es noch geschlechtsspezifische Nachteile für Mädchen, da sie in manchen Gebieten keine höhere Schule besuchen dürfen. Der Abschluss der Oberstufe berechtigt zur Teilnahme an den Aufnahmeprüfungen der Universitäten, Technischen Hochschulen und Engineering Colleges.

#### Universitätsbildung
Indien hat mehr als 33.000 Colleges und 659 Universitäten. Im Jahr 2012 waren dort mehr als 21,4 Millionen Studenten eingeschrieben. Man kann dort international renommierte Abschlüsse wie Bachelor, Master, Diplom- und Doctoralabschlüsse erlangen. Das führende indische Institut ist das Indian Institutes of Technology, welches qualitative Forschung besonders in Naturwissenschaften und Technik leistet, um die zukunftsorientierte Entwicklung Indiens voranzutreiben. Im Jahr 2025 sind an mehr als 600 Fakultäten mehr als 10.000 Studierende eingeschrieben. Weitere Gebiete, in denen die Hochschulen internationale Spitzenforschung betreiben, sind Mathematik, Psychologie und Bewässerungskunde. Studiengebühren werden in unterschiedlichen Höhen je nach Prestige der jeweiligen Einrichtung erhoben. Einkommensschwache Familien werden jedoch staatlich unterstützt. Ein großes Problem indischer Hochschulen ist der Mangel an Lehrpersonal, denn mehr als 40 % der Lehrstellen sind nicht besetzt, da gut ausgebildete Fachkräfte häufig in den Westen auswandern. Durch die National Education Policy (NEP) 2020 unter Premierminister Modi soll sich der indische Hochschulsektor internationalisieren, um auf internationaler Ebene mit anderen Hochschulen zu kooperieren.

#### Berufliche Bildung
Neben der Hochschulbildung kann man sich auch beruflich ausbilden lassen. Die praktisch orientierte Berufsbildung beginnt mit der Sekundarstufe in der 11. Klasse und dauert ein bis drei Jahre. Sie findet in staatlichen Industrial Training Institutes und privaten Industrial Training Centers and Polytechnics statt.

## Herausforderungen und Probleme

### Mangel an qualifizierten Lehrkräften
Es besteht ein Mangel an qualitativen Lehrkräfteausbildungen sowie an finanzieller Ausstattung für Schulen. 40 % der Lehrer in den ärmeren Regionen Indiens kommen deshalb nicht oder nur selten zum Unterricht.

### Ungleicher Bildungszugang und soziale Disparitäten
Staatliche Schulen können aufgrund der hohen Schüleranzahl oft nicht die gewünschte Qualität bieten, doch Privatschulen sind für viele Familien nicht finanzierbar, sodass schon hier die soziale Ungleichheit spürbar wird. In einigen Teilen des Landes sitzen sogar bis zu 80 Schülerinnen und Schüler unterschiedlicher Jahrgangsstufen im selben Klassenzimmer. Es gibt auch Stadt-Land-Unterschiede, da in ländlichen Regionen Infrastruktur und Schulen weniger gut ausgestattet sind. Auch Randgruppen sind im indischen Bildungssystem wenig vertreten. Gerade mal 76 Prozent der Gesamtbevölkerung Indiens können lesen und schreiben. Mindestens 7 Millionen indische Kinder erhalten wenig bis gar keine Schulbildung. Besonders Mädchen und Frauen sind davon betroffen, da sie immer noch weniger Privilegien haben als Jungen und Männer.